# مارک دود
مارک دود (انگلیسی: Mark Dodd؛ زادهٔ ۱۴ سپتامبر ۱۹۶۵) یک بازیکن فوتبال اهل ایالات متحده آمریکا است.
وی همچنین در تیم ملی فوتبال ایالات متحده آمریکا بازی کرده است.